# موزارت لا بارا
إريكسون فرنانديز (من مواليد 31 يناير 1988)، المعروف باسم الشهرة موزارت لا بارا، هو مغني راب ومغني دومينيكاني.

## روابط خارجية
- الموقع الرسمي
- موزارت لا بارا في قاعدة بيانات الأفلام على الإنترنت